# Aspalathus sanguinea
Aspalathus sanguinea är en ärtväxtart som beskrevs av Carl Peter Thunberg. Aspalathus sanguinea ingår i släktet Aspalathus och familjen ärtväxter.

## Underarter
Arten delas in i följande underarter:
- A. s. foliosa
- A. s. sanguinea